# Dicranurus
Il dicranuro (gen. Dicranurus) è un artropode estinto appartenente ai trilobiti. Visse nel Devoniano inferiore (circa 400 milioni di anni fa). I suoi resti sono stati ritrovati principalmente in Nordamerica e in Africa settentrionale.

## Descrizione
Di piccole dimensioni, questo trilobite non raggiungeva la lunghezza di cinque centimetri. Il corpo, però, era dotato di lunghe spine che rendevano l'animale più largo che lungo. Come molti rappresentanti dell'ordine dei lichidi (Lichida), sul corpo di questo animale erano presenti strutture simili a spine allungate, ma al contrario delle altre forme dell'ordine, il dicranuro possedeva anche un paio di spine allungatissime poste dietro la parte centrale del capo (glabella), fortemente incurvate all'indietro. Tra le specie più note si ricordano Dicranurus hamatus, D. elegans e D. monstrosus.

## Stile di vita
La distribuzione dei resti fossili del dicranuro suggerisce che questo trilobite abitasse il basso mare esistente tra l'Euramerica e il Gondwana nel Devoniano inferiore. Come molti altri trilobiti, questo animale doveva essere un abitante dei fondali marini; si presume che le lunghe spine permettessero al dicranuro di non affondare nei soffici sedimenti del fondo, ma è altamente probabile che queste vistose strutture venissero usate come deterrente per i predatori. Per i pesci corazzati come gli artrodiri, infatti, doveva essere estremamente difficile inghiottire una preda spinosa come il dicranuro.